# 宝筐院
宝筐院（ほうきょういん）は、京都市右京区嵯峨にある臨済宗系単立の寺院。山号は善入山（ぜんにゅうざん）。本尊は十一面千手観世音菩薩。室町幕府第2代将軍・足利義詮と南朝の武将楠木正行の墓がある。

## 歴史
平安時代に白河天皇の勅願寺として建立された。当初の寺名は善入寺と称した。南北朝時代の貞和年間（1345年 - 1350年）に夢窓疎石の高弟・黙庵周諭が臨済宗の寺として中興開山し、黙庵に帰依した室町幕府第2代将軍足利義詮によって観林寺と寺名を改められ伽藍の整備が行われるが、ほどなく寺名は善入寺に戻された。
寺伝によれば、南朝を代表する武将の楠木正行（小楠公。楠木正成の長男）もまた黙庵に帰依しており、正行が正平3年/貞和4年（1348年）に河内国北條（現・大阪府四條畷市）で行われた四條畷の戦いにおいて足利方の高師直・師泰兄弟に討ち取られた後、黙庵によってその首級は寺内に手厚く葬られた。その正行の敵である足利義詮は正行の埋葬を知ると、「自分の逝去後、かねており敬慕していた観林寺（現・宝筐院）の楠木正行の墓の傍らで眠らせてもらいたい」と遺言を残したといわれる。貞治5年（1367年）に義詮が没すると、正行の墓の隣に葬られた。
藤田精一は以上の説話は歴史的事実とは考えられないと指摘している。ただし、義詮が黙庵を崇敬していたこと、足利将軍家が楠木氏を高く評価していたことは事実で、何もないところから生じた伝説ではないであろうとの考えもある。近年、高鳥廉は義詮と宝筐院の関係は足利義政の宗教政策の産物であると指摘をしている（後述）。議論の詳細は足利義詮#楠木正行との関係を参照。
第8代将軍足利義政の時代に義詮の院号である宝筐院にちなみ、寺名を宝筐院に改めている。高鳥廉によれば、宝筐院は元は等持院の塔頭として寺内にあって義詮を供養する場となっていたが、義政の時代に等持院は本来あるべき形である初代将軍足利尊氏の香火所（供養・焼香を行う場）に戻し、それまで歴代将軍の供養を行ってきた相国寺は同寺を創建した足利義満以降の将軍の香火所に定めたために義詮を供養する場所がなくなってしまった。また、文正元年（1466年）に実施された義詮の百年忌も費用不足で義政が個人負担を行ってようやく開催出来た有様であった。このため、義詮の香火所となる寺院の必要性を感じた義政は義詮が帰依していた黙庵周諭ゆかりの善入寺を宝筐院と統合することで足利氏の庇護と引換に善入寺の施設をそのまま宝筐院の施設として転用してしまったとしている。
応仁の乱後、細川氏京兆家の家臣の子である泰甫恵通が住持となり、細川政元（京兆家当主）の庇護を受けて発展させることになるが、政元が暗殺されて対立する第10代将軍足利義稙が復権した永正の錯乱以降、次第に衰退の途を辿ることになる。
江戸時代になると宝筐院は天龍寺の傘下に入り、その山外塔頭となっている。幕末には客殿と庫裏しかない状況となり、ついに廃寺とされている。
1891年（明治24年）、京都府知事北垣国道は楠木正行の遺跡が荒れているのを知り、由来を記した石碑「欽忠碑」を建てている。そして、正行ゆかりの遺跡を守ろうと天龍寺管長・高木龍淵や神戸の実業家・川崎芳太郎（川崎正蔵の養子）によって、旧境内地が買い戻され、建物も移築されて伽藍が整えられ、宝筐院の再興が行われた。工事は1916年（大正5年）に完成したが、その後茶室が移築され、本堂が新築されている。

## 境内
- 本堂
- 庭園 - 苔庭で、多くの紅葉が植えられている。
- 庫裏
- 茶室
- 足利義詮の墓 - 三重石塔。
- 楠木正行の墓 - 五輪塔。墓前にある石灯籠の字は富岡鉄斎の書である。
- 山門

## 文化財

### 重要文化財
- 絹本著色足利義詮像

## アクセス
- JR嵯峨嵐山駅より徒歩15分。
- 市バスまたは京都バス大覚寺行　嵯峨釈迦堂前より徒歩3分。